# Ferrocarril de Carrizalillo a Las Bombas
El Ferrocarril de Carrizalillo a Las Bombas fue una línea férrea existente en la Región de Atacama en Chile, destinada principalmente a transportar mineral de cobre desde el yacimiento minero homónimo hasta el establecimiento de fundición.

## Historia
La autorización para construir el ferrocarril a la sociedad de la mina Descubridora de Carrizalillo fue otorgada mediante ley del 30 de octubre de 1877, que establecía un plazo de un año para construir el tramo entre Carrizalillo y La Vega (Las Bombas), y de 2 años para iniciar la construcción de la extensión desde La Vega hasta la caleta Pan de Azúcar, la cual debía estar finalizada en el plazo de un año; finalmente dicha extensión nunca se construyó. El tramo construido estuvo a cargo de Josiah Harding.
El ferrocarril inicialmente era de tracción animal, con trocha de 800 mm y 14 km de largo, y su material rodante constaba de carros de 3 toneladas cada uno. En el establecimiento de Las Bombas se encontraba una aguada. La línea habría cerrado en diversas ocasiones: reportes de 1905 indican que la mina de Carrizalillo ya estaba inactiva, mientras que hasta la década de 1920 también se reportó actividad de manera intermitente. En años posteriores las vías del ferrocarril fueron robadas, especialmente durante 1940.
El 21 de junio de 1941 se solicitó el levante de las vías que aun existían, sin embargo el 25 de agosto se solicitó el traspaso de la concesión a Aníbal Mena. No obstante lo anterior, el decreto del 31 de octubre de 1941 declaró caducada la concesión original y su traspaso a terceros mediante subasta pública.